# Press
«Press» (с англ. — «Пресса») — песня американской рэперши Карди Би, выпущенная в качестве сингла 31 мая 2019 года.

## Предыстория и релиз
В декабре 2018 года Карди в Instagram опубликовала отрывок песни; позже она сказала, что собирается выпустить её в качестве сингла, но вместо этого решила выпустить трек «Money». За полгода отрывок песни набрал свыше 100 000 000 просмотров, что является одним из лучших результатов в социальной сети. В конце концов исполнительница объявила, что релиз сингла состоится в конце мая. 27 мая Карди выпустила несколько промоснимков, изображающих её в зале суда обвиняемой. На одном из них она сидит в наручниках в здании суда, кадр является отсылкой к истории Эйлин Уорнос – серийной убийце и второй женщине-маньяку в США. 31 мая вместе с песней была представлена и официальная обложка.

## Музыкальное видео
Видеоклип на песню был представлен 26 июня 2019 года, режиссёром стала сама Карди Би.

## Концертные выступления
Впервые вживую Карди выступила с песней на премии BET Awards 2019, также она исполнила песню «Clout» со своим мужем Offset’ом.

## Чарты
| Чарт (2019)                           | Пиковая позиция |
| ------------------------------------- | --------------- |
| Австралия (ARIA)                      | 65              |
| Болгария (BAMP)                       | 33              |
| Канада (Billboard Canadian Hot 100)   | 37              |
| Китай (Billboard Airplay/FL)          | 21              |
| Франция (SNEP)                        | 158             |
| Греция (IFPI)                         | 15              |
| Венгрия (Single Top 40)               | 6               |
| Ирландия (IRMA)                       | 38              |
| Новая Зеландия (RMNZ Hot Singles)     | 6               |
| Португалия (AFP)                      | 91              |
| Шотландия (OCC Scotland)              | 74              |
| Швеция (Sverigetopplistan)            | 12              |
| Швейцария (Schweizer Hitparade)       | 97              |
| Великобритания (OCC UK Singles)       | 44              |
| Великобритания (OCC UK Hip Hop/R&B)   | 18              |
| США (Billboard Hot 100)               | 16              |
| США (Billboard Hot R&B/Hip-Hop Songs) | 6               |
| США (Billboard Rhythmic)              | 18              |
| США (Billboard Digital Song Sales)    | 7               |
| США (Rolling Stone Top 100)           | 2               |